# Nati nel 1841
| Questa pagina contiene informazioni ricavate automaticamente dalle voci biografiche con l'ausilio del template Bio e di un bot. L'aggiornamento è periodico e automatico e ricostruisce completamente la pagina. Se manca una persona in questa lista, sei pregato di non aggiungerla, ma accertati piuttosto che la sua voce biografica contenga il template Bio e che i dati anagrafici siano correttamente compilati. Se il template Bio manca, inseriscilo tu stesso o, in alternativa, metti l'avviso {{tmp\|Bio}} che ne segnala la mancanza. Se i dati riportati sono sbagliati, correggi direttamente la voce biografica; le modifiche saranno visibili in questa lista entro pochi giorni. Per chiarimenti vedi il progetto biografie. La lista contiene solo le 461 persone che sono citate nell'enciclopedia e per le quali è stato implementato correttamente il template Bio. Pagina aggiornata al 18 ago 2025. |

## Gennaio(39)
- 1º gennaio - Jovan Avakumović, politico serbo († 1928)
- 1º gennaio - Gustave Tridon, politico e scrittore francese († 1871)
- 2 gennaio - Émile-Hilaire Amagat, fisico e chimico francese († 1915)
- 5 gennaio - Shlomo Eliyashiv, rabbino e religioso lituano († 1926)
- 5 gennaio - Hermann Heinrich Howaldt, scultore tedesco († 1891)
- 6 gennaio - Friedrich Otto Rudolf Sturm, matematico tedesco († 1919)
- 7 gennaio - Ernst Rudolf Bierling, giurista tedesco († 1919)
- 8 gennaio - Emilio Usiglio, compositore e direttore d'orchestra italiano († 1910)
- 9 gennaio - Julio Herrera y Obes, politico uruguaiano († 1912)
- 10 gennaio - George Wallace Melville, ammiraglio e ingegnere statunitense († 1912)
- 10 gennaio - Ernest Vaughan, giornalista e scrittore francese († 1929)
- 11 gennaio - Otto von Gierke, giurista tedesco († 1921)
- 11 gennaio - Giovanni Martinelli, giurista e politico italiano († 1919)
- 13 gennaio - Felice Cavagnis, cardinale italiano († 1906)
- 14 gennaio - Berthe Morisot, pittrice francese († 1895)
- 15 gennaio - Sarah Doudney, scrittrice e poetessa britannica († 1926)
- 15 gennaio - Thomas Gibson Bowles, giornalista e editore inglese († 1922)
- 15 gennaio - Frederick Stanley, XVI conte di Derby, politico britannico († 1908)
- 18 gennaio - Emmanuel Chabrier, compositore e pianista francese († 1894)
- 19 gennaio - Achille Tedeschi, patriota e politico italiano († 1912)
- 20 gennaio - Luigi Contarini, imprenditore e politico italiano († 1908)
- 21 gennaio - Giuseppe Nodari, patriota, pittore e medico italiano († 1898)
- 21 gennaio - Édouard Schuré, scrittore, critico letterario e poeta francese († 1929)
- 22 gennaio - Harriet Phipps, nobildonna inglese († 1922)
- 23 gennaio - Benoît-Constant Coquelin, attore francese († 1909)
- 24 gennaio - Robert Williams, arciere statunitense († 1914)
- 25 gennaio - John Fisher, I barone Fisher, ammiraglio inglese († 1920)
- 26 gennaio - Franziskus von Sales Bauer, cardinale e arcivescovo cattolico ceco († 1915)
- 26 gennaio - Émile Laporte, scultore e pittore francese († 1919)
- 27 gennaio - Selma Jacobsson, fotografa svedese († 1899)
- 28 gennaio - Luigi Chinaglia, politico e patriota italiano († 1906)
- 28 gennaio - Vasilij Osipovič Ključevskij, storico russo († 1911)
- 28 gennaio - Giacinta Pezzana, attrice teatrale e attrice cinematografica italiana († 1919)
- 28 gennaio - Henry Morton Stanley, giornalista e esploratore statunitense († 1904)
- 29 gennaio - Eugen Dücker, pittore tedesco († 1916)
- 30 gennaio - Félix Faure, politico francese († 1899)
- 30 gennaio - Ettore Filippini, patriota italiano († 1912)
- 30 gennaio - William Joseph Walsh, arcivescovo cattolico irlandese († 1921)
- 31 gennaio - Samuel Loyd, scacchista e compositore di scacchi statunitense († 1911)

## Febbraio(35)
- 1º febbraio - Emilio Marsili, scultore italiano († 1926)
- 2 febbraio - François-Alphonse Forel, scienziato svizzero († 1912)
- 7 febbraio - Auguste Choisy, storico dell'architettura francese († 1909)
- 8 febbraio - José Sebastião d'Almeida Neto, cardinale e patriarca cattolico portoghese († 1920)
- 8 febbraio - Gian Luca Cavazzi della Somaglia, politico italiano († 1896)
- 9 febbraio - Edmond Mégy, attivista francese († 1884)
- 10 febbraio - Alphonse Dugenne, militare francese († 1887)
- 10 febbraio - Bartolo Longo, italiano († 1926)
- 10 febbraio - Walter Parratt, organista e compositore inglese († 1924)
- 11 febbraio - Józef Brandt, pittore polacco († 1915)
- 11 febbraio - Adolfo Farsari, fotografo italiano († 1898)
- 11 febbraio - Domenico Milelli, poeta e scrittore italiano († 1905)
- 12 febbraio - Laza Kostić, scrittore, poeta e politico serbo († 1910)
- 12 febbraio - Gijsbert Van Tienhoven, politico olandese († 1914)
- 12 febbraio - Windham Wyndham-Quin, IV conte di Dunraven e Mount-Earl, politico e giornalista irlandese († 1926)
- 13 febbraio - Theodor Wolf, naturalista e esploratore tedesco († 1924)
- 13 febbraio - Giulio De Petra, archeologo italiano († 1925)
- 15 febbraio - Edward George Clarke, avvocato e politico inglese († 1931)
- 15 febbraio - Michail Nikolaevič Raevskij, generale russo († 1893)
- 16 febbraio - Jean-Baptiste Guillaumin, pittore e litografo francese († 1927)
- 17 febbraio - Alfred Borriglione, politico e avvocato francese († 1902)
- 19 febbraio - Elfrida Andrée, organista e compositrice svedese († 1929)
- 19 febbraio - Felipe Pedrell, compositore spagnolo († 1922)
- 21 febbraio - Giuseppe Fiorenza, arcivescovo cattolico italiano († 1924)
- 21 febbraio - Cláudio José Gonçalves Ponce de Leão, arcivescovo cattolico brasiliano († 1924)
- 24 febbraio - Ulysse Chevalier, presbitero, bibliografo e storico francese († 1923)
- 24 febbraio - Carl Gräbe, chimico tedesco († 1927)
- 24 febbraio - Luigi Majnoni d'Intignano, politico italiano († 1918)
- 24 febbraio - Galeazzo Massari, politico italiano († 1902)
- 25 febbraio - Giovanni Battista De Lotto, intagliatore italiano († 1924)
- 25 febbraio - Pierre-Auguste Renoir, pittore francese († 1919)
- 26 febbraio - Evelyn Baring, I conte di Cromer, ufficiale e politico britannico († 1917)
- 27 febbraio - Goffredo Ghirardini, patriota italiano († 1913)
- 27 febbraio - Numa Preti, scacchista, scrittore e editore francese († 1908)
- 28 febbraio - Albert de Mun, militare e politico francese († 1914)

## Marzo(43)
- 1º marzo - Giuseppe Bonacossa, imprenditore e politico italiano († 1908)
- 1º marzo - Blanche Bruce, politico statunitense († 1898)
- 1º marzo - Salvatore Fusco, avvocato e politico italiano († 1906)
- 1º marzo - Giuseppe Camillo Giordano, botanico italiano († 1901)
- 1º marzo - Napoleone Leumann, imprenditore e filantropo svizzero († 1930)
- 1º marzo - Luigi Luzzatti, giurista, economista e banchiere italiano († 1927)
- 1º marzo - Romualdo Marenco, compositore italiano († 1907)
- 2 marzo - Charles Gilbert Heathcote, tennista britannico († 1913)
- 3 marzo - John Murray, oceanografo britannico († 1914)
- 3 marzo - Giovanni Battista Paganuzzi, avvocato e politico italiano († 1923)
- 6 marzo - Alfred Cornu, fisico francese († 1902)
- 6 marzo - Edmond de la Poer, I conte de la Poer, politico britannico († 1915)
- 8 marzo - Oliver Wendell Holmes, giurista statunitense († 1935)
- 8 marzo - Giovanni Romero, militare italiano († 1896)
- 10 marzo - Ina Coolbrith, poetessa, scrittrice e giornalista statunitense († 1928)
- 10 marzo - Antonio Feruglio, vescovo cattolico italiano († 1911)
- 11 marzo - Benedetto Menni, presbitero italiano († 1914)
- 11 marzo - Ludwig Munthe, pittore norvegese († 1896)
- 12 marzo - Angelo Bacchetta, pittore italiano († 1920)
- 12 marzo - Evaristo de Chirico, ingegnere italiano († 1905)
- 12 marzo - Gaudenzio Marconi, fotografo e pittore svizzero († 1885)
- 13 marzo - Tullio Martello, economista e patriota italiano († 1918)
- 14 marzo - Francesco Grandi, intarsiatore italiano († 1934)
- 14 marzo - Giuseppe Tovini, avvocato, politico e banchiere italiano († 1897)
- 15 marzo - Pietro Bonilli, presbitero italiano († 1935)
- 16 marzo - George Craven, III conte di Craven, nobile inglese († 1883)
- 16 marzo - Simone Cuccia, avvocato, sociologo e politico italiano († 1894)
- 17 marzo - Giuseppina Raimondi, italiana († 1918)
- 18 marzo - Félix Alcan, editore francese († 1925)
- 19 marzo - Giuseppa Bolognara Calcagno, patriota italiana († 1900)
- 19 marzo - Georg von Hauberrisser, architetto austriaco († 1922)
- 20 marzo - Giuseppe Sergi, antropologo e psicologo italiano († 1936)
- 20 marzo - Muziano Maria Wiaux, religioso belga († 1917)
- 21 marzo - Mathilde Blind, poetessa, biografa e saggista tedesca († 1896)
- 21 marzo - Lodovico Boschieri, patriota e politico italiano († 1909)
- 22 marzo - Catulle Mendès, poeta, scrittore e librettista francese († 1909)
- 22 marzo - August Rauber, anatomista tedesco († 1917)
- 23 marzo - Frank Lascelles, diplomatico inglese († 1920)
- 24 marzo - Charles Murray, VII conte di Dunmore, nobile e politico scozzese († 1907)
- 25 marzo - Giuseppe Cantoni, musicista italiano († 1909)
- 25 marzo - David Harrel, poliziotto irlandese († 1939)
- 28 marzo - Alfonso di Borbone-Due Sicilie, nobile italiano († 1934)
- 29 marzo - Camille de La Forgue de Bellegarde, militare e cavaliere francese († 1905)

## Aprile(32)
- 1º aprile - Aḥmad ʿOrābī, ufficiale e politico egiziano († 1911)
- 1º aprile - George Turner, pittore inglese († 1910)
- 2 aprile - Clément Ader, ingegnere, inventore e pioniere dell'aviazione francese († 1925)
- 2 aprile - Francesco Paolo Carrano, arcivescovo cattolico italiano († 1915)
- 3 aprile - Hermann Carl Vogel, astronomo tedesco († 1907)
- 4 aprile - Christina Alčevskaja, scrittrice e insegnante ucraina († 1920)
- 5 aprile - Marie-Prosper-Adolphe de Bonfils, vescovo cattolico francese († 1912)
- 6 aprile - Ivan Surikov, poeta e scrittore russo († 1880)
- 8 aprile - Federico Consolo, violinista e compositore italiano († 1906)
- 9 aprile - Thomas Fearnley, imprenditore e filantropo norvegese († 1927)
- 9 aprile - Johann Gottlieb Otto Tepper, entomologo tedesco († 1923)
- 11 aprile - Enrico Costa, scrittore e giornalista italiano († 1909)
- 13 aprile - Louis-Ernest Barrias, scultore francese († 1905)
- 19 aprile - Eugenio Grandville, militare e marinaio italiano († 1899)
- 19 aprile - Antoine Just Léon Marie di Noailles, nobile francese († 1909)
- 20 aprile - Giovanni Galeazzo Frigerio, militare e politico italiano († 1911)
- 20 aprile - Pietro Alfonso Jorio, arcivescovo cattolico italiano († 1921)
- 21 aprile - Anselmo Lorenzo, anarchico e sindacalista spagnolo († 1914)
- 22 aprile - Edgar Demange, avvocato francese († 1925)
- 23 aprile - Angelo Mazzi, storico, bibliotecario e politico italiano († 1925)
- 24 aprile - Charles Sprague Sargent, botanico statunitense († 1927)
- 25 aprile - Antonio Fais, matematico e ingegnere italiano († 1925)
- 25 aprile - Pauline Lucca, soprano austriaco († 1908)
- 26 aprile - Wilhelm Scherer, filologo e storico della letteratura austriaco († 1886)
- 26 aprile - Julius Zeyer, poeta, drammaturgo e scrittore ceco († 1901)
- 28 aprile - Adolphe Assi, operaio e attivista francese († 1886)
- 28 aprile - Carl Göring, scacchista e filosofo tedesco († 1879)
- 29 aprile - Cesare Alaggia, magistrato e politico italiano († 1908)
- 29 aprile - Francis Grenfell, I barone Grenfell, generale britannico († 1925)
- 29 aprile - James Edmund Harting, ornitologo e naturalista inglese († 1928)
- 30 aprile - Gabriele Colonna di Cesarò, politico italiano († 1878)
- 30 aprile - Domenico Zeppa, patriota e politico italiano († 1922)

## Maggio(37)
- 2 maggio - Henry Brand, II visconte Hampden, politico inglese († 1906)
- 3 maggio - William Henry Upham, politico e militare statunitense († 1924)
- 4 maggio - Pietro Balestra, arcivescovo cattolico italiano († 1912)
- 4 maggio - Raffaele Caruso, imprenditore e politico italiano († 1923)
- 5 maggio - Achille Bizzoni, giornalista, scrittore e patriota italiano († 1903)
- 5 maggio - Enrico Morin, militare e politico italiano († 1910)
- 5 maggio - Achille Torelli, drammaturgo italiano († 1922)
- 7 maggio - Antonio Dal Zotto, scultore italiano († 1918)
- 7 maggio - Gustave Le Bon, antropologo, psicologo e sociologo francese († 1931)
- 10 maggio - James Gordon Bennett Jr., imprenditore statunitense († 1918)
- 11 maggio - Ernst von Possart, attore, direttore teatrale e regista tedesco († 1921)
- 12 maggio - Carl Neuber, presbitero tedesco († 1905)
- 13 maggio - Enrico Tivaroni, magistrato e politico italiano († 1925)
- 14 maggio - Giovanni Codronchi Argeli, politico e prefetto italiano († 1907)
- 14 maggio - Celestino Schiaparelli, arabista e linguista italiano († 1919)
- 16 maggio - René Panhard, ingegnere e pilota automobilistico francese († 1908)
- 16 maggio - Grazia Pierantoni Mancini, poetessa e scrittrice italiana († 1915)
- 17 maggio - Giuseppe Cerrano, imprenditore italiano († 1909)
- 18 maggio - Napoleone Nani, pittore italiano († 1899)
- 20 maggio - Enrico Bernardi, inventore italiano († 1919)
- 20 maggio - Raffaele Faraggiana, politico italiano († 1911)
- 21 maggio - Joseph Parry, compositore, musicista e docente gallese († 1903)
- 21 maggio - Félix Sardá y Salvany, presbitero e scrittore spagnolo († 1916)
- 23 maggio - Giacomo Calabria, magistrato e politico italiano († 1926)
- 23 maggio - Niccolò Papadopoli, banchiere, politico e numismatico italiano († 1922)
- 23 maggio - Teriimaevarua II, regina († 1873)
- 23 maggio - Giovanni Turini, scultore italiano († 1899)
- 24 maggio - Zulma Bouffar, attrice e cantante francese († 1909)
- 24 maggio - Charles Napier Hemy, pittore inglese († 1917)
- 25 maggio - Eugène Grasset, pittore, incisore e pubblicitario francese († 1917)
- 26 maggio - Wilhelm Tomaschek, orientalista, geografo e storico ceco († 1901)
- 27 maggio - Franz Schwarz, scultore tedesco († 1911)
- 28 maggio - Maria di Gesù Deluil-Martiny, religiosa francese († 1884)
- 28 maggio - Giovanni Sgambati, pianista e compositore italiano († 1914)
- 29 maggio - Hugo Gyldén, astronomo finlandese († 1896)
- 30 maggio - Matilde Téllez Robles, religiosa spagnola († 1902)
- 31 maggio - John Joseph Kain, arcivescovo cattolico statunitense († 1903)

## Giugno(27)
- 1º giugno - Baldassarre Orero, generale italiano († 1914)
- 2 giugno - Federico Zandomeneghi, pittore italiano († 1917)
- 3 giugno - Francesco Piccioli, ingegnere italiano († 1909)
- 4 giugno - Karl Binding, giurista tedesco († 1920)
- 4 giugno - Luigi Bolis, patriota italiano († 1932)
- 4 giugno - Eliza Burt Gamble, scrittrice statunitense († 1920)
- 6 giugno - Tommaso De Cristoforis, militare italiano († 1887)
- 6 giugno - Eliza Orzeszkowa, scrittrice, saggista e editrice polacca († 1910)
- 8 giugno - Francesco Trinchera, politico, giornalista e giurista italiano († 1923)
- 10 giugno - Minot Judson Savage, pastore protestante e saggista statunitense († 1918)
- 15 giugno - Felice Franzi, imprenditore italiano († 1918)
- 17 giugno - Antonio Pacinotti, patriota, politico e scienziato italiano († 1912)
- 19 giugno - William Pleydell-Bouverie, V conte di Radnor, nobile e politico inglese († 1900)
- 20 giugno - Marius Vasselon, pittore francese († 1924)
- 22 giugno - Auguste Vermorel, politico, giornalista e scrittore francese († 1871)
- 23 giugno - Benoît Malon, politico e scrittore francese († 1893)
- 24 giugno - Raimundo de Madrazo, pittore spagnolo († 1920)
- 24 giugno - Giovanni Battista Tassara, scultore e patriota italiano († 1916)
- 25 giugno - Guillermo Moncada, generale cubano († 1895)
- 26 giugno - Clément Georges Lemoine, chimico francese († 1922)
- 26 giugno - Paul Wallot, architetto tedesco († 1912)
- 27 giugno - Alexander Baumgartner, letterato e religioso svizzero († 1910)
- 27 giugno - Joseph Brugère, generale francese († 1918)
- 28 giugno - Marie Bonnevial, insegnante e attivista francese († 1918)
- 28 giugno - James Earp, imprenditore statunitense († 1926)
- 28 giugno - Catherine Jane Wood, infermiera britannica († 1930)
- 30 giugno - Antoine Guillemet, pittore francese († 1918)

## Luglio(32)
- 1º luglio - Telesforo Cattoni, patriota e avvocato italiano († 1861)
- 4 luglio - Pierre-Louis Cavagnari, diplomatico e militare inglese († 1879)
- 4 luglio - William Thierry Preyer, psicologo e fisiologo tedesco († 1897)
- 5 luglio - Maria d'Orange-Nassau, principessa olandese († 1910)
- 5 luglio - Mary Arthur McElroy, insegnante statunitense († 1917)
- 5 luglio - William Collins Whitney, politico statunitense († 1904)
- 6 luglio - Leopold Kny, botanico tedesco († 1916)
- 7 luglio - Alessandro Pascolato, avvocato, politico e scrittore italiano († 1905)
- 8 luglio - Vincenzo Ragusa, scultore italiano († 1927)
- 10 luglio - John Belcher, architetto inglese († 1913)
- 10 luglio - Alfred Durand-Claye, ingegnere francese († 1888)
- 13 luglio - Georg Hirth, scrittore, giornalista e editore tedesco († 1916)
- 13 luglio - Otto Wagner, architetto e urbanista austriaco († 1918)
- 14 luglio - Wilhelm Jacob van Bebber, meteorologo tedesco († 1909)
- 14 luglio - Manuel Candamo, politico peruviano († 1904)
- 15 luglio - Giuseppe Silvestri, mandolinista e compositore italiano († 1921)
- 16 luglio - Luigi Chialiva, pittore e architetto svizzero († 1914)
- 18 luglio - Louis Petit de Julleville, storico, linguista e docente francese († 1900)
- 21 luglio - Edmondo Behles, fotografo tedesco († 1921)
- 25 luglio - Nélie Jacquemart, pittrice e collezionista d'arte francese († 1912)
- 26 luglio - Rinaldo Arconati, militare e politico italiano († 1928)
- 26 luglio - Carl Robert Jakobson, scrittore, politico e giornalista estone († 1882)
- 27 luglio - Linda Richards, infermiera statunitense († 1930)
- 28 luglio - Paolina Schiff, attivista italiana († 1926)
- 29 luglio - Henri Fayol, imprenditore e ingegnere francese († 1925)
- 29 luglio - Gerhard Armauer Hansen, dermatologo norvegese († 1912)
- 30 luglio - Ferdinando Martini, scrittore e politico italiano († 1928)
- 30 luglio - Bernhard Tollens, chimico tedesco († 1918)
- 31 luglio - Reginald Brabazon, XII conte di Meath, diplomatico e filantropo irlandese († 1929)
- 31 luglio - Nunzio Federigo Faraglia, abate, storico e filologo italiano († 1920)
- 31 luglio - Ignazio Galli, presbitero, meteorologo e sismologo italiano († 1920)
- 31 luglio - Fritz Schaper, scultore tedesco († 1919)

## Agosto(24)
- 1º agosto - Eduard Herzog, vescovo vetero-cattolico svizzero († 1924)
- 4 agosto - William Henry Hudson, scrittore, naturalista e ornitologo inglese († 1922)
- 11 agosto - Bonaventura Chigi Zondadari, politico italiano († 1908)
- 12 agosto - Roberto Andolfato, politico italiano († 1915)
- 12 agosto - Francesco di Paola Cassetta, cardinale italiano († 1919)
- 12 agosto - Andrea Naccari, fisico italiano († 1926)
- 12 agosto - Franz Heinrich Schwechten, architetto tedesco († 1924)
- 16 agosto - Giuseppe Taglietti, magistrato e politico italiano († 1920)
- 17 agosto - Enrico De Seta, avvocato e politico italiano († 1929)
- 17 agosto - Fagundes Varela, poeta brasiliano († 1875)
- 18 agosto - Pietro IV Geraigiry, vescovo cattolico e patriarca cattolico libanese († 1902)
- 19 agosto - Archibald Acheson, IV conte di Gosford, nobile irlandese († 1922)
- 21 agosto - Maria Alinda Bonacci Brunamonti, poetessa italiana († 1903)
- 22 agosto - Joaquín Crespo, militare e politico venezuelano († 1898)
- 25 agosto - Emil Theodor Kocher, chirurgo svizzero († 1917)
- 25 agosto - Charles H. Sweetser, scrittore, giornalista e editore statunitense († 1871)
- 26 agosto - Arnold Luschin, numismatico austriaco († 1932)
- 27 agosto - Richard Claverhouse Jebb, politico e traduttore scozzese († 1905)
- 27 agosto - Patrick William Riordan, arcivescovo cattolico canadese († 1914)
- 28 agosto - Ottorino Giera, politico italiano († 1912)
- 28 agosto - Louis Aimé Augustin Le Prince, inventore francese
- 28 agosto - Giulio Matteoli, vescovo cattolico italiano († 1900)
- 28 agosto - Agathon Léonard, scultore francese († 1923)
- 30 agosto - Maria Oliverio, brigante italiana

## Settembre(40)
- 1º settembre - Julius von Payer, alpinista, esploratore e pittore austro-ungarico († 1915)
- 1º settembre - Ramón Torrijos y Gómez, vescovo cattolico spagnolo († 1903)
- 2 settembre - Clay Allison, allevatore e pistolero statunitense († 1887)
- 3 settembre - Noè Bordignon, pittore italiano († 1920)
- 3 settembre - Clemente Pellegrini, avvocato e politico italiano († 1913)
- 4 settembre - Emil Kautzsch, orientalista tedesco († 1910)
- 4 settembre - Albert Joseph Moore, pittore e illustratore britannico († 1893)
- 5 settembre - Lucy Lyttelton, nobildonna inglese († 1925)
- 5 settembre - Fëdor Michajlovič Rešetnikov, scrittore russo († 1871)
- 8 settembre - Antonín Dvořák, compositore ceco († 1904)
- 8 settembre - Charles J. Guiteau, avvocato e criminale statunitense († 1882)
- 8 settembre - Augusto Murri, medico e politico italiano († 1932)
- 8 settembre - Carl Snoilsky, poeta svedese († 1903)
- 9 settembre - Paul Eyschen, politico lussemburghese († 1915)
- 12 settembre - Eugene Delmar, scacchista statunitense († 1909)
- 12 settembre - Candido Ghiotti, glottologo italiano († 1915)
- 12 settembre - Anton Menger, giurista e economista austriaco († 1906)
- 13 settembre - Ernst Gustav Kirsch, matematico e ingegnere tedesco († 1901)
- 15 settembre - Paul Allard, storico delle religioni francese († 1916)
- 15 settembre - Edith Villiers, nobildonna inglese († 1936)
- 16 settembre - Alkmar II von Alvensleben, generale tedesco († 1898)
- 16 settembre - Alessandro Fortis, politico e militare italiano († 1909)
- 17 settembre - Konstantin von Trauttenberg, diplomatico e nobile austriaco († 1914)
- 20 settembre - Giovanni Battista Casalini, politico italiano († 1923)
- 20 settembre - Emilio Consiglio, poeta, scrittore e giornalista italiano († 1905)
- 22 settembre - Andrejs Pumpurs, scrittore lettone († 1902)
- 23 settembre - Konrad Fiedler, storico dell'arte tedesco († 1895)
- 23 settembre - Jacob Cornelis van Slee, teologo, presbitero e bibliotecario olandese († 1929)
- 24 settembre - Vigand Andreas Falbe-Hansen, economista e docente danese († 1932)
- 24 settembre - Domenico Scopelliti, vescovo cattolico italiano († 1922)
- 25 settembre - Carlo Rizzetti, imprenditore e politico italiano († 1931)
- 26 settembre - Achille Arese Lucini, politico italiano († 1904)
- 26 settembre - Stephen Benton Elkins, politico statunitense († 1911)
- 27 settembre - Alexander Mocsáry, zoologo e entomologo ungherese († 1915)
- 28 settembre - Georges Clemenceau, politico francese († 1929)
- 28 settembre - Francis Philip Fleming, politico statunitense († 1908)
- 28 settembre - Hermann Nothnagel, medico tedesco († 1905)
- 29 settembre - Enrico Bevignani, direttore d'orchestra, compositore e impresario teatrale italiano († 1903)
- 29 settembre - Gerard Adriaan Heineken, imprenditore olandese († 1893)
- 30 settembre - Mariannina Coffa, poetessa italiana († 1878)

## Ottobre(35)
- 1º ottobre - Luigi Fecia di Cossato, generale e politico italiano († 1921)
- 2 ottobre - Enrico Gemelli, attore teatrale e commediografo italiano († 1926)
- 3 ottobre - Giovanni Pietro Capotorto, magistrato e politico italiano († 1931)
- 3 ottobre - Savva Ivanovič Mamontov, imprenditore e mecenate russo († 1918)
- 3 ottobre - Gregorio Rigo, farmacista, botanico e patriota italiano († 1922)
- 4 ottobre - Carlo Bodro, editore musicale e organista italiano
- 4 ottobre - Prudente de Morais, avvocato e politico brasiliano († 1902)
- 4 ottobre - Maria Sofia di Baviera, regina († 1925)
- 5 ottobre - Philipp Mainländer, poeta e filosofo tedesco († 1876)
- 6 ottobre - Giuseppe Bozzelli, compositore italiano († 1892)
- 6 ottobre - Caroline von Knorring, fotografa svedese († 1925)
- 7 ottobre - Nicola I del Montenegro, re († 1921)
- 9 ottobre - Agostina Segatori, modella italiana († 1910)
- 10 ottobre - Maurice Le Sage d'Hauteroche d'Hulst, teologo e scrittore francese († 1896)
- 10 ottobre - Eduard Majsch, pittore austriaco († 1904)
- 10 ottobre - John James Stevenson, geologo statunitense († 1924)
- 10 ottobre - Natale Giulio Tambelli, patriota italiano
- 11 ottobre - Camillo Candiani, militare e politico italiano († 1919)
- 14 ottobre - Giuseppe Marcora, avvocato, politico e patriota italiano († 1927)
- 15 ottobre - François Louis Parisel, medico francese († 1877)
- 16 ottobre - Thomas Humber, progettista e imprenditore inglese († 1910)
- 16 ottobre - Itō Hirobumi, politico giapponese († 1909)
- 16 ottobre - Maria di Leuchtenberg, principessa († 1914)
- 18 ottobre - Vespasiano Bignami, pittore, scrittore e poeta italiano († 1929)
- 18 ottobre - Telemaco Ferrini, politico italiano († 1885)
- 19 ottobre - Domenico Ridola, medico, politico e archeologo italiano († 1932)
- 25 ottobre - Francesco Mazza, politico e generale italiano († 1924)
- 25 ottobre - Paku Alam IV, sovrano indonesiano († 1878)
- 26 ottobre - Theodor von Oppolzer, astronomo e matematico austriaco († 1886)
- 27 ottobre - Guillaume-Marie-Joseph Labouré, cardinale e arcivescovo cattolico francese († 1906)
- 28 ottobre - Michelina Di Cesare, brigante italiana († 1868)
- 28 ottobre - Antonino Gandolfo, pittore italiano († 1910)
- 29 ottobre - Rudolph Sohm, giurista, storico e teologo tedesco († 1917)
- 30 ottobre - Pasquale Colpi, politico italiano († 1922)
- 30 ottobre - Corinto Corinti, architetto e ingegnere italiano († 1930)

## Novembre(41)
- 1º novembre - Charles-Ange Laisant, politico e matematico francese († 1920)
- 1º novembre - Luigi Tezza, religioso e presbitero italiano († 1923)
- 3 novembre - Giorgio Asproni, imprenditore e ingegnere italiano († 1936)
- 3 novembre - Alfred Maximilien Bonnet, latinista e filologo tedesco († 1917)
- 3 novembre - Eugenius Warming, botanico danese († 1924)
- 4 novembre - Giuseppe Callegari, cardinale e vescovo cattolico italiano († 1906)
- 4 novembre - Carl Tausig, pianista polacco († 1871)
- 5 novembre - Louise Abel, fotografa norvegese († 1907)
- 6 novembre - Armand Fallières, politico francese († 1931)
- 6 novembre - Filomena Pennacchio, brigante italiana († 1915)
- 8 novembre - Jan Otto, editore cecoslovacco († 1916)
- 9 novembre - Edoardo VII del Regno Unito, re britannico († 1910)
- 10 novembre - Aleksandr Sergeevič Dolgorukov, politico e diplomatico russo († 1912)
- 10 novembre - Heinrich von Pitreich, generale e politico austro-ungarico († 1920)
- 11 novembre - Donald Mackenzie Wallace, giornalista scozzese († 1919)
- 11 novembre - Albert Hastings Markham, esploratore britannico († 1918)
- 11 novembre - Alfonso Meomartini, pubblicista, storico e politico italiano († 1918)
- 12 novembre - Charles Jean Baptiste Collin-Mezin, liutaio francese († 1923)
- 12 novembre - Ladislaus von Szögyény-Marich, diplomatico e politico austriaco († 1916)
- 13 novembre - Oreste Baratieri, generale e politico italiano († 1901)
- 13 novembre - William Black, scrittore britannico († 1898)
- 13 novembre - Pietro Carmine, politico italiano († 1913)
- 13 novembre - József Zichy, nobile e politico ungherese († 1924)
- 14 novembre - Luigi Tagliaferri, pittore italiano († 1927)
- 16 novembre - Alberto Cantoni, scrittore italiano († 1904)
- 16 novembre - Jules Violle, fisico e inventore francese († 1923)
- 19 novembre - Andrej Kmeť, presbitero, botanico e etnografo slovacco († 1908)
- 19 novembre - Antonino Salinas, archeologo e numismatico italiano († 1914)
- 19 novembre - Frigyes Schulek, architetto ungherese († 1919)
- 19 novembre - Lodovico Zambeletti, farmacista e imprenditore italiano († 1890)
- 20 novembre - Victor D'Hondt, matematico e giurista belga († 1901)
- 20 novembre - Wilfrid Laurier, politico canadese († 1919)
- 20 novembre - François Denys Légitime, generale e politico haitiano († 1935)
- 21 novembre - Luigi Maria d'Albertis, esploratore, naturalista e botanico italiano († 1901)
- 25 novembre - Georges Hayem, ematologo e medico francese († 1933)
- 25 novembre - Costantino Parravano, compositore italiano († 1905)
- 25 novembre - Ernst Schröder, matematico tedesco († 1902)
- 26 novembre - Giovanni Battista Piamarta, presbitero italiano († 1913)
- 26 novembre - Hans von Plessen, generale prussiano († 1929)
- 27 novembre - Paul Christoph Hennings, botanico e micologo tedesco († 1908)
- 28 novembre - Chrétien Waydelich, giocatore di croquet francese († 1917)

## Dicembre(30)
- 1º dicembre - Lorenzo Bellini, archivista italiano († 1911)
- 4 dicembre - Frederik van Bylandt, diplomatico e politico olandese († 1924)
- 5 dicembre - Marcus Daly, imprenditore irlandese († 1900)
- 6 dicembre - Jean-Frédéric Bazille, pittore francese († 1870)
- 6 dicembre - George Gossip, scacchista statunitense († 1907)
- 6 dicembre - Donato Lovreglio, flautista e compositore italiano († 1907)
- 9 dicembre - Florido Bertini, attore italiano († 1915)
- 10 dicembre - Joseph Blackburne, scacchista britannico († 1924)
- 10 dicembre - Eduardo Dalbono, pittore e museologo italiano († 1915)
- 13 dicembre - Stefano Carlo Lausetti, politico italiano († 1898)
- 15 dicembre - Giacomo Malvano, diplomatico e politico italiano († 1922)
- 16 dicembre - Anders Andersen-Lundby, pittore danese († 1923)
- 17 dicembre - Isabella Eugénie Boyer, modella francese († 1904)
- 18 dicembre - Francesco Negri, fotografo italiano († 1924)
- 18 dicembre - Martin-Hubert Rutten, vescovo cattolico belga († 1927)
- 18 dicembre - Karl von Waldburg-Zeil, nobile e esploratore tedesco († 1890)
- 19 dicembre - Nikolaj Aleksandrovič Lejkin, scrittore e giornalista russo († 1906)
- 20 dicembre - Ferdinand Buisson, politico francese († 1932)
- 20 dicembre - Isidoro Del Lungo, critico letterario e politico italiano († 1927)
- 21 dicembre - Charles Maljournal, operaio e militare francese († 1894)
- 21 dicembre - Pietro Nocito, politico e giurista italiano († 1904)
- 22 dicembre - Ferdinando Pistorius, imprenditore italiano († 1884)
- 22 dicembre - Giuseppe Pitrè, scrittore, medico e letterato italiano († 1916)
- 23 dicembre - Ignacio Agramonte, patriota cubano († 1873)
- 23 dicembre - Handley Moule, vescovo anglicano, teologo e biblista britannico († 1920)
- 24 dicembre - Enrique Aberg, architetto e pittore svedese († 1922)
- 26 dicembre - Augusto Bruschettini, avvocato e politico italiano († 1907)
- 27 dicembre - Philipp Spitta, musicologo e insegnante tedesco († 1894)
- 29 dicembre - Johannes Zülle, pittore svizzero († 1938)
- 30 dicembre - Francesca del Liechtenstein, principessa austriaca († 1858)

## Senza giorno specificato(46)
- Şeker Ahmed Pascià, militare e pittore ottomano († 1907)
- Alfonso Alfonsi, politico italiano († 1919)
- Harrison Allen, anatomista statunitense († 1897)
- Luigi Arcioni, architetto italiano († 1918)
- Casimir Arvet-Touvet, botanico francese († 1913)
- William George Aston, diplomatico e iamatologo britannico († 1911)
- Giuseppe Berio, politico italiano († 1906)
- Alfred-Édouard Billioray, pittore e attivista francese († 1876)
- Giovanni Bolzoni, compositore italiano († 1919)
- Giuseppe Boschetto, pittore italiano († 1918)
- Casimir Bouis, politico e giornalista francese († 1916)
- Enrico Braga, scultore italiano († 1919)
- Friedrich Wilhelm Bösenberg, mercante e aracnologo tedesco († 1903)
- Eduard Caudella, compositore, violinista e direttore d'orchestra romeno († 1924)
- Carl Hermann Credner, geologo tedesco († 1913)
- Francesco D'Auria, direttore d'orchestra e compositore italiano († 1919)
- Cándida Dardalla Rodríguez, attrice teatrale spagnola († 1880)
- Jean-François-Auguste le Dentu, chirurgo francese († 1926)
- Vasil Drumev, scrittore bulgaro († 1901)
- Anthime Dupont, attivista francese († 1890)
- Sarah Emma Edmonds, infermiera e militare canadese († 1898)
- Francesco Fisichella, presbitero e filosofo italiano († 1908)
- Angelo Gaslini, imprenditore italiano († 1925)
- Augustus Radcliffe Grote, entomologo inglese († 1903)
- Ljubomir Kaljević, politico serbo († 1907)
- Édouard Laferrière, giurista francese († 1901)
- Antonio Locaso, brigante italiano († 1863)
- Maria del Pilar Maspons i Labrós, poetessa e scrittrice spagnola († 1907)
- Adolphus Warburton Moore, alpinista e funzionario inglese († 1887)
- Mounet-Sully, attore francese († 1916)
- Stephanos Mousouros, nobile ottomano († 1907)
- Narendra Narayan, indiano († 1863)
- Leonid Ol'ševskij, rivoluzionario russo
- Cesare Pascucci, compositore e direttore d'orchestra italiano († 1919)
- Giovanni Quistini, avvocato e politico italiano († 1913)
- Paul Rinckleben, scultore tedesco († 1906)
- Sakakini Pascià, imprenditore egiziano († 1923)
- Guglielmo Semprini, imprenditore e architetto italiano († 1917)
- Pietro Seni, scacchista italiano († 1909)
- Sher Afzal, principe indiano († 1923)
- Kate Stoneman, avvocata, docente e attivista statunitense († 1925)
- Tang Jingsong, politico e generale cinese († 1903)
- Alberto Vianelli, pittore italiano († 1927)
- Eliska Vincent, attivista francese († 1914)
- Aleksandr Michajlovič Zajcev, chimico russo († 1910)
- Abd al-Rahman al-Kaylani, politico iracheno († 1927)